# Framingham
Pour les articles homonymes, voir Framingham (homonymie).
La ville de Framingham (en anglais [ˈfreɪmɪŋhæm]) est située dans le comté de Middlesex, dans l’État du Massachusetts, aux États-Unis. Sa population s’élevait à 68 318 habitants lors du recensement de 2010, estimée à 72 032 habitants en 2017.

## Histoire
La zone a été peuplée à partir de 1650. En 1700, la ville a été fondée sur une terre jusqu’alors connue sous le nom de Danforth’s Farms, d’après le nom du propriétaire Thomas Danforth, originaire de Framlingham, en Angleterre. Nul ne sait pourquoi le « l » a disparu.

## Personnalités liées à la ville
- Crispus Attucks, la première victime noire américaine de la Révolution américaine lors du massacre de Boston, est né à Framingham.
- Christa McAuliffe, tuée lors de l’explosion de la navette spatiale Challenger en 1986, a grandi dans la ville.
- Le joueur professionnel de hockey sur glace Blake Bellefeuille y est né en 1977.
- Adam Schiff, Représentant des États-Unis, Y est né.

## À noter
La localité de Framingham est intégrée depuis 1948 dans une étude concernant les maladies cardio-vasculaires. Cette localité a été choisie par l’Institut national du cœur, des poumons et du sang (NHLBI) de Bethesda pour sa parfaite représentativité de la population américaine. Cette étude a depuis fait le tour du monde.

## Jumelages
- Governador Valadares (Brésil)
- Lomonossov (Russie)

## Source
- (en) Cet article est partiellement ou en totalité issu de l’article de Wikipédia en anglais intitulé « Framingham, Massachusetts » (voir la liste des auteurs).